# قلوب من حديد 3
قلوب الحديد 3 (بالإنجليزية: Hearts of Iron III) هي لعبة فيديو من نوع الإستراتيجية التي تم تطويرها من قبل استوديو برودكس للتطوير, وهي جزء من سلسلة ألعاب قلوب حديدية من الألعاب الاستراتيجية الكبرى مع التركيز على الحرب العالمية الثانية وتعبر تكملة لجزء قلوب حديدية 2 . تم الأعلن عنها في 20 أغسطس 2008 وأطلقت في 7 أغسطس، 2009.
وتم الإعلان عن نسخة نظام التشغيل أو إس 10 في 7 ديسمبر 2009. وكانت اللعبة متاحة للشراء في نفس اليوم.

## روابط خارجية
- قلوب من حديد 3 على موقع IMDb (الإنجليزية)

- Official Site
- Hearts of Iron III at Paradox Interactive
- HoI3Wiki - Official Wiki

1. ↑  Humble Store (بالإنجليزية), QID:Q42328566
2. ↑  "Gamespy Game Information, Hearts of Iron III". Gamespy. 29 يونيو 2009. مؤرشف من الأصل في 2016-04-23. اطلع عليه بتاريخ 2009-07-20.
3. ↑  "gamer's gate's hearts of iron 3 page". Gamer's gate. 7 أغسطس 2009. مؤرشف من الأصل في 2017-11-02. اطلع عليه بتاريخ 2009-08-07.
4. ↑  "Hearts of Iron III Released". Inside Mac Games. 7 ديسمبر 2009. مؤرشف من الأصل في 2018-06-12. اطلع عليه بتاريخ 2010-08-20.